# Terry Smith (baloncestista)
Terry James Smith, (Syracuse, New York, 10 de enero de 1986) es un jugador de baloncesto estadounidense con nacionalidad armenia que actualmente juega en el Al-Shorta de Irak. Con 1,85 de estatura, su puesto natural en la cancha es el de base. 

## Trayectoria
Formado en la Universidad de Mercyhurst, es considerado un base anotador que puede realizar las funciones de escolta por su capacidad ofensiva, aunque también destaca por su intensidad defensiva y aptitudes a la hora de distribuir juego. Ha sido todo un trotamundos del baloncesto europeo, que ha jugado en la República Checa, Suiza, Bulgaria, Ucrania, Croacia, Turquía, Francia y Armenia.
Smith comenzó la temporada 2016-17 en las filas del BC Urartu Yerevan de la Superliga rusa, con el que disputaría 9 partidos con promedios de 15.9 puntos, 2.3 rebotes y 2.2 asistencias.
En diciembre de 2016 firma con el Divina Seguros Joventut hasta el final de la temporada. Smith cuenta con pasaporte de Armenia, con lo que no ocuparía plaza de extracomunitario en la Liga Endesa.